# Sabbia magica
La sabbia magica (in inglese Magic Sand) è un giocattolo a base di sabbia mescolato con composti idrofobici. La presenza di questi composti fa in modo che i granelli di sabbia aderiscano l'un l'altro e formino cilindri (per minimizzare la superficie) in presenza di acqua. Non appena la sabbia è fuori dell'acqua, è completamente asciutta.
Queste proprietà si ottengono mediante la copertura di sabbia da spiaggia, che contiene minuscole particelle di silice pura, e l'esposizione a vapori di trimetilsilanolo (CH3)3SiOH, un composto di silicio organico. Durante l'esposizione, la mescolanza del trimetilsilano crea legami con le particelle di silice. I granuli esterni di sabbia sono quindi rivestiti con gruppi idrofobi.

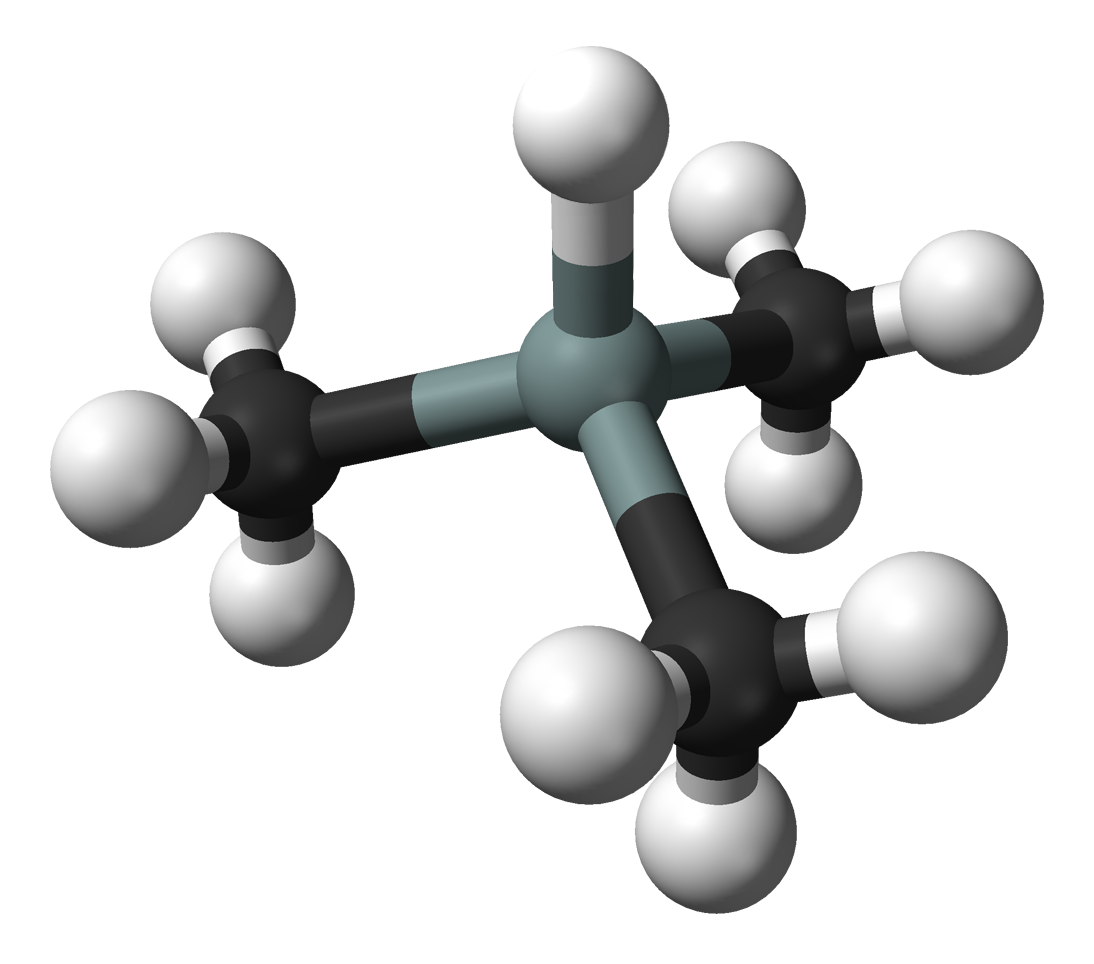
Trimetilsilano

La sabbia magica è stata originariamente sviluppata per intercettare le fuoriuscite di petrolio nell'oceano, vicino alla riva. Questo può essere ottenuto spruzzando la sabbia magica sul petrolio galleggiante; essa si sarebbe poi mescolata con il petrolio e lo avrebbe reso abbastanza pesante da affondare. Tuttavia, a causa del costo di produzione, non viene utilizzato per questo scopo. Essa può essere utilizzata anche come mezzo di aerazione per piante in vaso. In ogni caso ci sono aziende che hanno notevolmente abbassato i costi di produzione (anche 5 volte) applicando la sabbia idrofobica non solo per la prevenzione di disastri naturali quali fuoriuscite di petrolio o simili, ma anche per la salvaguardia di un bene preziosissimo quale l'acqua. Infatti nelle applicazioni legate al giardinaggio o creazione di impianti sportivi, riqualificazioni di aree verdi ecc... si può ottenere un risparmio di acqua del 70-80%.
La sabbia magica è prodotta in blu, in verde o in rosso ma appare argentea in acqua a causa di uno strato di aria che si forma attorno alla sabbia, rendendola impossibilitata a bagnarsi.
Il primo riferimento alla sabbia impermeabile si trova in un libro del 1915 intitolato "The Boy Mechanic Book 2" pubblicato da Popular Mechanics. Il "Boy Mechanic" afferma che la sabbia impermeabile è stata inventata da maghi dell'India dell'Est. La sabbia è stata creata mescolando sabbia riscaldata con cera fusa. La cera respinge l'acqua, quando la sabbia è a contatto con essa.